# Otocsán vára
Otocsán vára (horvátul: Stari grad Otočac), várhely Horvátországban, a Likában fekvő Otocsán városában. 

## Fekvése
A vár helye a városközpontban, a Gacka folyó nyugati partján, egy gondozatlan telken található.

## Története
Otocsán várát 1316-ban „castrum Othochach” néven Károly Róbert adománylevelében említik először. A Frangepán család birtoka volt. 1449-ben a birtokmegosztáskor Frangepán Zsigmond birtoka lett, aki 1468-ig itt tartotta székhelyét. Ezután 1479-ig Frangepán Mártoné. Mátyás király 1486-ban elvette Frangepán János Anzstól. Ettől kezdve királyi birtok volt várnagyok irányítása alatt. Környékét a török többször is dúlta, de a várat sikertelenül próbálta elfoglalni, mivel kedvező földrajzi fekvése bevehetetlenné tette. 1543-ban Keglevich Péter a vár mellett verte a törököket. 1578-ban és 1623-ban újból kísérleteztek az elfoglalásával. Lenkovich János 1550-es leírásában azt írja Otocsánról, hogy a kicsiny település platója elpusztult, de lakótornya ekkor még állt. A korábban lerombolt hengeres tornyokat újra falazták, az árkokat kiásták, új palánkot készítettek, továbbá az elővárnak egy kaput és egy új hidat is építettek. 1581-re a vár már nagyon tönkrement, majd 1586-ban azt jelentik, hogy a lakótorony is nagyon romos. Amikor Pieroni olasz származású hadmérnök 1639-ben Otocsánra érkezett a lakótorony még állt. El is készítette a vár tervrajzát. M. Stier 1650-ben már semmit sem talált belőle. 1660-ra az övező falak egy része is leomlott, majd még javítottak valamit a váron. Maradványait 1829-ben bontották le véglegesen.

## A vár mai állapota
A Frangepánok várának helye a városközpontban, a Gacka folyó nyugati partján, egy gondozatlan telken található. A korábbi régészeti kutatásokkal sikerült tisztázni az egykori falak nyomvonalát, de ennek már nyoma sincs.